# Будянський (заказник)
«Будянський»  — втрачений ботанічний заказник в Україні.

## Розташування
Існував у кварталі 15 виділі 10 Будянського лісництва Смілянського лісгоспзагу Черкаської області.

## Пам'ятка
Оголошений рішенням Черкаського облвиконкому № 12 від 2 січня 1982 для збереження конвалії і чистотілу.
Площа – 0,5 га.

## Скасування
Рішенням Черкаської обласної ради № 95 від 22.05.1990 «Про зміни та доповнення мережі природно-заповідного фонду області» заказник скасований. Скасування статусу відбулося, тому що насадження перейшло в старшу вікову групу і лікарські рослини зникли.